# Skånske Krig
Den Skånske Krig 1675–79 blev indledt i september 1675, da Danmark og Brandenburg angreb svenske tropper i Pommern. Foråret 1676 indledtes angrebet på Skåne. Det skulle bringe Skånelandene hjem til Danmark. Den danske hær var i almindelighed bedre uddannet, bevæbnet og udrustet end den svenske.
Krigen fik ingen bestemt sejrherre; den svenske flåde tabte til søs, og den danske hær besejredes i Skåne af svenskerne, som selv blev besejrede af Brandenburg. Krigen og kampene standsede, da Danmarks allierede Nederlandene indgik fred med Sveriges allierede Frankrig, og Karl 11. giftede sig med den danske prinsesse Ulrika Eleonora, søster til Christian 5. Freden blev indgået efter pres fra Frankrig med aftalerne i Fontainebleau og Lund (mellem Sverige og Danmark) og Saint-Germain (mellem Sverige og Brandenburg), hvor man enedes om at tilbagegive det meste af de erobrede territorier til Sverige.

## Baggrund
Efter Karl 10. Gustavs død blev Sverige styret af en formynderregering ledet af Magnus Gabriel de la Gardie, som fik Sverige til at indgå i en militæralliance med Frankrig. Tidligere under formynderregeringen havde Sverige forsøgt at stå uden for sådanne alliancer så længe som muligt og arbejdet for, at ligevægten i den europæiske politik blev opretholdt for derved at undgå en krig i hvilken, det som landet havde vundet i foregående krig skulle kunne gå tabt. I 1672 angreb Frankrig Nederlandene i Den fransk-hollandske krig og blev dermed tillige draget ind i en krig med Spanien, den tyske kejser samt andre tyske fyrster, der i blandt Brandenburg, og forsøgte at få Sverige med sig med trussel om udeblivne subsidier,hvis Sverige ikke rejste en hær i Tyskland. I 1674 marcherede en svensk hær ind på Brandenburgsk område uden at erklære krig. I juni 1675 erklærede Nederlandene krig mod Sverige samtidig, som hæren i Tyskland led nederlag i at mindre betydelig slag i Fehrbellin. Skønt den taktiske militære situation næppe forandredes herved, havde nederlaget vist, at svenskerne ikke var uovervindelige. Dette opmuntrede Sveriges fjender og fik dem til at gå i aktion.

## Forløb

### Indledende manøvrer
I september 1675 kom en dansk krigserklæring. I september og oktober indtoges Svensk Forpommern af Brandenburg og Danmark. Danskerne indtog Wismar og Bremen-Verden, mens brandenburgerne indtog Stettin.
Den norske hær blev ført af statholder Gyldenløve og bestod ved krigens udbrud af 12.000 mand. Der manglede ikke folk, men krigsfornødenheder. Først i oktober 1675 fik hæren dækket nogle af sine mangler: Der ankom store forsendelser af våben, krudt og tøj fra Nederlandene, hvor regeringen havde gjort indkøb til hæren. Næringsmidler for vinteren blev skaffet fra de mange engelske og hollandske skibe, som kom ind fra Østersøen på grund af stærke storme. Islandsfarerne, som var lastet med uldvarer, blev også tømt for deres varer. Alt blev betalt med veksler på den danske regering.
Gyldenløves plan var at få befolkningen i Bohuslen til at gøre oprør mod det nye svenske styre og støtte sine gamle landsmænd, og, hvis det var muligt, at overfalde enten Bohus eller Marstrand, men ellers bare forsvare grænserne. I august sendte han spioner ind i Sverige for at lodde stemningen blandt befolkningen og skaffe sig kundskaber om svenskernes planer. Han fik tilbagemelding om, at der blev bygget magasiner i Vänersborg, og at der blev samlet to korps til en invasion af Norge, et under Ascheberg ved Svarteborg i Bohuslen, og et andet ved Göteborg. Gyldenløve trak derfor en del tropper sammen i det sydøstlige Norge: 4.000 mand under Henrik Ruse Rysensten stod ved Fredrikstad, mens 2.000 mand under Hans von Löwenhielm blev stillet ved Elverum, Vinger og i grænsepassene i Smålenene.

### 1675
I oktober begyndte fjendtlighederne. Svenskerne slog bro over Svinesund og gik med 1.000 mand frem i Ingedal sogn mellem Frederikshald (senere omdøbt til Halden) og Fredrikstad. Ruse ilede dem imøde, men da han kom til Ingedal kirke, havde svenskerne trukket sig tilbage over grænsen. Han forfulgte dem over Svinesund, og efter at have fået forstærkninger fra Gyldenløve, gik han ind i Bohuslen og levede af Sveriges ressourcer, indtil tropperne havde fortæret alle levnedsmidler i vid omkreds.
Fra Bohuslen begav Gyldenløve sig til Löwenhielm, som havde samlet 1.500 mand ved Vinger, og befalede ham at indtage Eda skanse. Angrebet blev slået tilbage, og Löwenhielm måtte vende tilbage med uforrettet sag. Et tredje togt blev foretaget i november med galejflotiljen langs kysten af Bohuslens for at ødelægge magasinerne der. Efter at have gjort landgang flere steder vendte flotiljen tilbage med en del bytte i slutningen af måneden uden at have lidt nogle tab.
I december tvang mangel på forsyninger Gyldenløve til at trække sine tropper inden for Norges grænser og fordele dem i spredte kvarterer hos bønderne. Dette skete på samme tid som Karl XI foreløbig opgav sin landgangsplan og flyttede sine tropper fra Skåne til Bohuslen og Västergötland for at foretage et angreb på Norge. Deres samlede styrke beløb sig til 10.000 mand med 14 kanoner. Kong Karl oprettede sit hovedkvarter i Vänersborg.

### 1676
I januar 1676 lod han Dahlberg foretage et strejftog gennem Värmland og Eda skanse til Kongsvinger ved Glomma for at tvinge Gyldenløve til at trække sine tropper væk fra det sydøstlige Norge, men forsøget mislykkedes. Gyldenløve gentog besøget og lod sit rytteri strejfe omkring i Bohuslen og Dalsland.
Da den svenske hærs forråd slap op, blev den nødt til at følge modstanderens eksempel og spredte sig over de områder, som endnu ikke var udpinte. Da foråret kom, genoptog Karl XI sine planer mod Sjælland og drog med en stor del af sin hær bort fra Norges grænser.
En kombineret hollandsk-dansk flåde opererede mod svensk søfart på Østersøen, og hele Gotland erobredes af danske tropper. Den svenske flåde under Lorentz Creutz formåede ikke at i Slaget mellem Skåne og Rygen overvinde den danske flåde inden, at denne fik forstærkning med en hollandsk eskadre. Den 1. juni 1676 besejredes den svenske flåde i slaget ved Ölands sydlige odde af den hollandske admiral Cornelis Tromp og den danske Niels Juel. Det nybyggede, imponerende svenske regalskib Kronan sank ved en fejl og gik tabt. Danskerne og hollænderne havde derefter herredømmet over Østersøen.
Efter at kong Christian var blevet herre på havet gennem slaget i Køge bugt, tøvede han ikke længe med at føre sine hære ind i Sverige. Angrebet blev åbnet ved den norske hær, som Gyldenløve havde samlet på Iddsletten ved Frederikshald. Han blev understøttet af sin rådgiver Jens Juel og de to generaler Ruse og Löwenhielm. Hæren bestod af 9 bataljoner, 400 ryttere og 12 kanoner, tilsammen 4.000 mand. Den var vel forsynet med alt, undtaget levnedsmidler, som det var vanskeligt at få fat i.
Den 8. juni gik Gyldenløve over grænsen og rykkede hurtigt frem i Bohuslen. Den 16. juni kom han til Kvistrumbro, som de svenske fortropper, 1.600 mand under general Mörner forlod efter at have udøvet ringe modstand. Med 1.400 mand forfulgte Gyldenløve svenskerne til Uddevalla; resten måtte han efterlade ved Kvistrumbro på grund af mangel på levnedsmidler. Han angreb Uddevalla den 17. juni. Efter en ubetydelig kamp blev svenskerne drevet bort; nordmændenes tab var blot 14 mand. Mangel på forsyninger tvang igen nordmændene til at blive stående ved Uddevalla til den 24. juni, da de brød op og drog mod Vänersborg med en styrke på syv bataljoner, 200 ryttere og 8 kanoner.
I juni 1676 marcherede en dansk-norsk armé ind i Sverige fra Norge under Ulrik Frederik Gyldenløve samtidig med, at en anden dansk hær gik i land ved Råå, anført af hertug Johan Adolf af Slesvig-Holsten-Sønderborg-Plön. De kampe, som udkæmpedes ved den svensk-norske grænse, fortrinsvis i Bohuslen, fik navnet Gyldenløvefejden. Det danske krigsmål var at genvinde Skåne, Halland, Blekinge og Bohuslen. Svenskerne, ledet af kong Karl 11. personligt, trak sig i første omgang i god orden tilbage til Småland for at afvente forstærkning.
I juli 1676 fandt kuppet i Loshult sted, hvor det lykkedes en gruppe gøngebønder i Loshult at få fat i Karl 11.s krigskasse på 50.000 rigsdaler.
Den danske hær blev mødt af en venligsindet befolkning, som med håb om befrielse fra den svenske besættelse stillede sig på den danske hærs side med mandskab og fornødenheder. Christian V oprettede "Det skaanske Rytteriregiment" med oberstløjtnant Hans Dittler Steensen som chef, og skånske friskytter som Svend Poulsen, Jens Andersen, Casper Due, Simon Andersen, Aage Monsen med flere fik til opgave at hverve ryttere til friskyttekompagnier.

#### Vänersborgs erobring
Ved Vänersborg havde Mörner samlet 3.000 mand. Byen ligger på en halvø i Vänern; for at komme ind i byen måtte nordmændene krydse en kanal, kaldet "Karlsgraven". Da de kom, rømmede svenskerne skanserne foran byen og satte ild på broen over kanalen. Nordmændene slukkede branden og gjorde sig klar til angreb. Da gik Mörner ud over kanalen, og etablerede sig i en skanse ved Göta älv, men Gyldenløve tvang dem også til at forlade denne. Svenskerne krydsede da elven og trak sig tilbage mod Göteborg.
Den svenske hær havde 250 mand tilbage i Vänersborg, men disse var ikke tilstrækkelige til at betjene forsvarsværkerne. De stak derfor byen i brand og trak sig tilbage til kastellet. Nordmændene slukkede branden og hejste kanoner op på en klippe således, at de kunne beskyde kastellet. Den 26. juni opfordrede Gyldenløve kommandanten, Lillie, til at overgive sig. Denne forlangte fri afmarch, men det blev afslået. Nordmændene stillede da seks bataljoner og hundrede dragoner op for at tage kastellet med storm. Da Lillie forstod, at han ville blive angrebet, overgav han sig. Besætningen blev ført som fanger til Norge.
Nu lå Västergötland åbent for den norske hær, som lod landet brandbeskatte i stort omfang. Befolkningen flygtede ud i skovene.

#### Göteborgs belejring
I slutningen af august stod Gyldenløve i nærheden af Göteborg. Et svensk korps på nogen tusinde mand, som havde forsøgt at standse ham, var blevet slået og spredt. Efter nordmændenes efterretninger havde svenskerne lidt et tab på 600 døde og 100 fanger. Gyldenløves styrke bestod efter slaget af 3.800 mand. Med denne styrke omringede han Göteborg, som havde en besætning på 1.500 mand. Fra søsiden blev byen indesluttet af fire linjeskibe og fire defensionsskibe under Markvard Rodsten, som gik ind i Karlssund den 17. juli. Her grundstøtte admiralskibet "København", som blev brændt af svenskerne. Ved nyheden om, at en svensk flåde var på vej, måtte Rodsten forlade Göteborg nogen dage senere. Byen kunne dermed tilføres forsyninger, og svenskerne blev herrer i Kattegat.

#### Bohus' belejring
Gyldenløve turde da ikke sende sit belejringsartilleri ad søvejen fra Norge. Han ophævede blokaden i begyndelsen af august, førte fodfolket over på Hisingen, og vendte sig mod Bohus fæstning. Belejringsartilleriet blev ført landevejen gennem Bohuslen under bevogtning af 15 kompagnier ledet af Huitfeldt. Undervejs blev de overfaldet ved grænsen mod Dalsland af et svensk korps på 3.000 mand under Gyllenspetz. Her blev svenskerne slået og mistede to kanoner. Gyllenspetz samlede imidlertid igen sine tropper, og trængte ind mellem Vänersborg og Uddevalla, hvor han satte sig fast på Hunneberg. Rysensten, som havde befalingen i området, sendte 400 ryttere under Hans von Löwenhielm mod dem. Svenskerne blev slået igen og måtte flygte ind i Värmland.
Bohus fæstning havde en besætning på 1.400 mand ledet af oberst Stake. Da denne trak sig tilbage til fæstningen, ødelagde han Kungelv. Han blev opfordret til at overgive sig, men nægtede, fordi han var sikker på at blive undsat af en hær under Magnus de la Gardie. Gyldenløve ophævede belejringen og drog tilbage til Uddevalla i september. Den 16. september fortsatte han tilbagetoget til Vetterlandsbro og gik ind i Norge over Svinesund. Rysensten fik ordre om at forlade Vänersborg, hvor fæstningsværkerne blev ødelagte og byen afbrændt.
I løbet af vinteren fik nordmændene ordre til at angribe Dalsland for at få svenskerne til at sende en del af deres styrker væk fra Skåne. Den 17. december drog Gyldenløve med et korps på 1.200 mand til fods, 500 ryttere og 6 kanoner ind i Västergötland. Den 20. december fik han at vide, at danskerne havde tabt slaget ved Lund og blev advaret mod at trænge længere ind i landet. Da var han kommet til Toftedal, hvor Löwenhielm slog tre svenske eskadroner med sit rytteri. Den videre fremrykning blev opgivet, og Gyldenløve trak sig tilbage til Frederikshald. Han efterlod en besætning på 140 mand med fire kanoner i nærheden af Strömstad i et blokhus. To dage efter tilbagetrækningen blev blokhuset angrebet af et svensk korps på 1.200 mand. Størstedelen af besætningen flygtede, mens resten overgav sig efter en kort kamp. Da flygtningene kom til Fredrikstad, blev der holdt krigsret over dem, og to officerer blev hængt. Blandt de menige blev hver tiende mand hængt, mens de øvrige måtte løbe spidsrod.

#### Slaget ved Lund
Efter seks ugers felttog var Helsingborg, Landskrona og Christianstad på danske hænder. Kun Malmøhus modstod belejringen.
Da Karl 11. vendte tilbage til Skåne med en forstærket hær, foretog friskytterne og snaphanerne mange bagholdsangreb og forsinkede fremrykningen. Deraf øgenavnet som snaphanekrigen. I Loshult fik snaphaner fingre i hele Karl XIs krigskasse på 50.000 rigsdaler. Den var fordelt på 250 hestetrukne vogne. Nogle af mønterne var kobberplader, der vejede 20 kilogram, og snaphanerne fik travlt med at grave byttet ned. Den svenske konges pragttelt, som var med i transporten, blev skåret i småstykker.
Den 4. december 1676 forvandledes markerne omkring det gamle tingsted Leerbecks høj nord for Lund til en gruopvækkende valplads. Slaget kostede over 8.300 livet. Den svenske armé mistede 3.200 mand, resten var danske, skånske, blekingske og hallandske soldater i danske regimenter, nederlandske matroser, hvervede tropper og friskytteafdelinger. Svenskerne sejrede og ransagede gårde og huse vidt omkring i jagten på sårede danske soldater eller friskytter. De blev som regel henrettet, når de blev fundet. I dagene efter lagde den svenske hær under ledelse af Karl XI hele Landskrona-egnen øde med plyndring og mordbrand.
Efter den svenske sejr ved Lund beordrede den svenske øvrighed takkegudstjenester i Skånelandenes kirker. En samtidig kilde fortæller, at "i många kyrkor blev det ett sådant gråtande och skrikande av allmogen, att prästernas ord från predikstolarna inte kunde höras".
Men krigen var ikke afgjort. Ganske vist holdt svenskerne i Malmø stand, men det gjorde danskerne i Christiansstad også mod en svensk belejring. Og Niels Juels sejr i Køge Bugt sikrede dansk herredømme i Østersøen, så hærens stilling i Skåne ikke blev kritisk. Men et stormangreb på Malmøhus mislykkedes totalt. 3.000 danskere døde med mange af de højeste officerer. Og helt galt gik det, da Christian 5. og hans generalstab var for længe om at få undsætning frem til det belejrede Christiansstad. Christian 4.s fæstningsby holdt tappert ud, men til sidst måtte den kapitulere. Under tilbagetoget til Landskrona ødelagde den danske undsætningsstyrke alt, hvad den kunne overkomme i det sydlige Skåne. Taberen fra slaget ved Lund, den tyske general Arensdorf brugte "den brændte jords taktik" og gav friskytterne ordre til at brænde bl.a. Ystad, Simmershavn, Trelleborg og Skanør. Beboerne, som så gårde og slotte blive ødelagt af deres egne landsmænd, blev opfordret til at flytte over Sundet.
Hærens hærgende tilbagetog var næppe gavnligt for modstandsbevægelsen hos Skånelandenes befolkning. Det ændrede ikke noget, at Karl XI havde været den første til at bruge den brændte jords taktik. Arensdorf fik en alvorlig reprimande og faldt i unåde hos Christian 5. Han blev kaldt til København, hvor han blev arresteret og frataget kommandoen over den danske hær. "Dette puff undte Skaaningerne hannem gierne for hans haarde medfart skyld."  skriver det samtidige vidne, Sthen Jacobsen i Den Nordiske Kriigs Krønicke.

### 1677

#### Marstrands erobring
I juni 1677 brød en hær under Löwenhielm op fra Frederikshald og gik ned gennem Bohuslen. Fodfolket bestod af de nationale regimenter 2. trondhjemske, smålenske, vesterlenske og akershusiske. Nogen dage senere blev to fodregimenter under Degenfeld indskibede på en galejflotilje. Gyldenløve havde overkommandoen og opholdt sig snart på land og snart på flåden. Han havde fået befaling om at tage Marstrand, som havde en besætning på 400 mand og 200 kanoner under oberst Zinklar.
Gyldenløve ankrede op med galejflotiljen, men et første angreb på to af skanserne den 12. juli mislykkedes. Nordmændene blev drevet tilbage med tab af 48 døde og 211 sårede. Næste dag blev der opført batterier, som tvang svenskerne til at forlade en af skanserne. Fra skansen kunne Marstrand beskydes, og den 19. juli blev der gjort landgang ved selve byen, som blev erobret sammen med endnu en skanse. Nu stod kun citadellet Karlsten tilbage. Nordmændene hejste to kanoner op på en klippe, og kunne dermed skyde hul i citadellets tårn. Kommandanten tilbød da at overgive fæstningen mod fri afmarch. Dette blev bevilliget.

#### Slaget ved Uddevalla
Efter Marstrands erobring bad Gyldenløve kongen om fri, og rejste uden at vente på tilladelsen. Mens han var borte, rykkede den svenske rigskansler de la Gardie frem med en hær på 5.000 soldater, som han havde samlet ved Vänersborg. Den norske hær trak sig tilbage til Strömstad. De la Gardie tog stilling ved Uddevalla og besatte Orust. Ved meldingen om angrebet kom Gyldenløve straks tilbage til hæren. Den brød op fra Vetterlandsbro den 23. august, og samme dag kom fortropperne til Svarteborg. Den 27. august kom hæren til Kvistrumbro, som var besat af 12 svenske rytterkompagnier under general Bretholtz. Denne trak sig tilbage men mistede sine bagtropper.
Da den norske hær ankom uden for Uddevalla den 28. august, stod svenskerne i slagorden nord for byen. To norske regimenter blev sendt ud mod øst for at omgå dem. Den svenske feltherre gav da sine afdelinger ordre om at trække sig tilbage. Nu kastede det norske rytteri sig over dem således, at tilbagetoget udviklede sig til flugt. 500 svenskere blev taget til fange og 12 kanoner erobret. På norsk side faldt en officer og et ubetydeligt antal menige, mens svenskerne havde 800 døde og sårede.

#### Hærtoget til Jemtland
Samtidig gik 2.000 fodfolk og dragoner under generalerne Hoven og Schultz over Kjølen ind i Jemtland. Svenskerne havde samlet fire kompagnier dragoner og fire kompagnier finsk fodfolk ved Mørstille kirkegård, men da de norske dragoner ankom, gik de svenske dragoner, som var indfødte jemter, over til nordmændene og tvang finnerne til at overgive sig. De andre besætninger i landet blev med få undtagelser overrumplede og ført som fanger til Norge. Statholder Sparre undslap så vidt og sluttede sig til oberst Ulfsparre, som stod med 1.000 finner ved sydgrænsen af Jemtland. Hoven fordrev dem 15. august med sine dragoner og fratog dem fire kanoner. General Schulz blev opfordret til at fortsætte felttoget videre ind i Sverige, men fik ordre fra Gyldenløve om at vende tilbage til Trondheim. Svenskerne tog Jemtland tilbage sent på efteråret.

### 1678
Den norske hær blev dette år forstærket med et dansk korps, som blev overført fra Århus til Uddevalla, og skulle rykke mod Göteborg i april. På samme tid havde Gyldenløve samlet 10 bataljoner fodfolk og 8 kompagnier ryttere ved Uddevalla. Han måtte vente en hel måned, før danskerne kom frem. I mellemtiden kunne svenskerne forstærke Göteborgs befæstning og samle så mange tropper der, at Gyldenløve foretrak at vende sig mod Bohus fæstning. Den 1. juni førte han halvdelen af sine tropper over på Hisingen, hvor han begyndte at beskyde Bohus fra 5. juni. Fæstningens mure var så stærke, at bombardementet var virkningsløst, og garnisonen, som var på 400 mand, fik flere gange undsætning over Göta älv. Beskydningen måtte desuden ophøre, fordi nordmændene manglede kugler og krudt. I mellemtiden havde svenskerne samlet en betydelig hær i Västergötland og fik 3.000 mand forstærkninger fra Skåne. Oberst Wittenberg gik med denne styrke over Göta älv. Gyldenløve ophævede belejringen og trak sig tilbage til Uddevalla efter at have mistet 100 døde og 500 sårede foran Bohus. I resten af året foregik der ikke stort af betydning langs den norske grænse. Svenskerne gjorde et strejftog ind i Trondhjems stift og afbrændte Røros, men trak sig tilbage til Jemtland, da Gyldenløves forstærkninger ankom.

### 1679

#### Angreb på Sverige
I februar 1679 blev svenske tropper samlet ved Vänersborg og Göteborg for at generobre Bohuslen. Så snart Gyldenløve fik melding om dette, førte han nogle tusinde mand til østgrænsen af Bohuslen og besluttede at komme fjenden i forkøbet ved selv at gøre udfald mod de svenske provinser Dalsland, Värmland, Herjedalen og Jemtland. Et hårdt frostvejr havde gjort svenskerne trygge således, at grænsevagterne var trukket langt ind i landet. Den 11. februar trængte Gyldenløve ind i Dalsland med 2.000 fodfolk, 800 ryttere og 10 kanoner. Samtidig gik oberst Vibe med 1.000 mand og 6 kanoner mod Eda skanse. En del af rytteriet under Duncan gik mod Åmål, hvor 100 svenske ryttere blev taget til fange. To andre kolonner, den ene under Gyldenløve, den anden under Cicignon, drog gennem Värmland og Dalsland og ødelagde 23 sogne. Svenskerne samlede imidlertid et korps under oberst Sängershausen på 11 kompagnier ryttere, 8 bataljoner samt en del bønder og gik frem til Högsäter bro. Her slog Gyldenløve dem på flugt uden større vanskeligheder. Han blev imidlertid nødt til at standse tre dage ved Stegsfjell, indtil han havde fået brød fra Uddevalla, førend han kunne fortsætte forfølgelsen gennem Dalsland. Efter at have hærget i hele landet vendte han tilbage til Bohuslen den 4. marts og lod folkene gå i kvarter. Dette felttog, som ødelagde byen Åmål, mindes i eftertiden som Duncan-Kriget af värmlændingene.
Vibe forsøgte forgæves at indtage Eda skanse, som blev forsvaret af 300 mand med 18 kanoner; til gengæld indtog han Mora skanse i nærheden. Derefter trak han sig tilbage til Vinger. Angrebet på Jemtland blev opgivet af general Schulz på grund af dyb sne.

#### Uddevallas belejring
Midt i marts gengældte svenskerne angrebet, da 3.000 mand under Mörner og Stenbock gik fra Vänersborg mod Uddevalla. De forsøgte forgæves at storme Uddevalla skanse, men blev overfaldet af dragoner og slået på flugt over Göta älv.
Et andet indfald, som oberst Planting foretog med 1.400 ryttere og 800 fodfolk fra Jemtland, blev også slået tilbage. Svenskerne stod nogen dage ved Røros, men da nordmændene samlede en større styrke nord for kobberværket, afbrændte de det og vendte hjem.
Stenbock dannede en ny hær i Göteborg og gik mod Uddevalla med 5.000 mand. Skansen her var besat med 300 mand og 8 kanoner under kaptajn Skov, som forsvarede sig en hel måned. I slutningen af juli kom Gyldenløve til undsætning med størstedelen af den norske hær. Ved at afskære svenskernes adgang til levnedsmidler tvang han dem til at ophæve belejringen af Uddevalla og trække sig tilbage til Göteborg.

## Freden
Det før så rige Skåne var blevet et fattigt land, da freden endelig blev sluttet. Og Freden i Fontainebleau, som blev dikteret på slottet Fontainebleau den 23. august og ratificeret i Lund den 26. september 1679, ændrede intet. Selv om den største del af Skåne var på danske hænder, fik Danmark ikke lov at beholde en millimeter af den skånske jord. Solkongen Ludvig 14. dikterede, som Sveriges forbundsfælle, at freden i København fra 1660 skulle stå ved magt. Alle den begavede rigskansler Peder Schumacher Griffenfelds bønner om ikke at indlede noget felttog, før der var diplomatisk forståelse netop hos Frankrig, Europas ledende stormagt, var prellet af på Christian 5.
Ved fredsslutningen forpligtede Karl 11. og Sverige sig til at lade paragraf 9 fra freden i Roskilde – som fastslog, at alle i Skånelandene, adel, gejstlige, borgere og bønder, skulle bevare deres ret, lov og gamle privilegier og friheder uforstyrret – "forblive urokkeligt i kraft og vigueur." Ikke desto mindre blev Skånelandene udsat for brutal forsvenskning. Skånske Lov blev sat ud af kraft og afløst af svensk lovgivning, og svensk sprog blev påbudt i kirker og skoler. Selv danske præster i området følte sig forpligtede til at tjene den nye herre, frem for deres egen menighed. Og efter krigen fortsatte den intensive menneskejagt på skånelandske modstandsmænd, på trods af at fredsaftalen foreskrev: "Wndersaatterne skulde och niude denne forskreffne amnestie, saa at det dennem til ingen sværighed skal komme, at de sig paa den ene eller anden siide haffuer begiffuet, eij heller skal nogen aff dennem hereffter nogen forfang eller skade aff samme aarsage specie juris aut via facti, under huad prætext det och være kand, paaföris, eller der offuer nogen undersögning eller randsagning till nogenss præjuditz foretagiss."
Der er foretaget en beregning over flygtningestrømmen fra Skånelandene til Sjælland efter krigens slutning i 1679-80. Det anslås, at det drejer sig om ca. 20.000 af en befolkning på ca. 200.000. De fleste ville ikke være i stand til at forlade deres hjem i Skåne og skabe et nyt i Danmark. Derfor blev de fleste, hvor de var. [kilde mangler]